# جون بين
جون بين (بالإنجليزية: John Penn)‏ (و. 1741 – 1788 م) هو محامي من المملكة المتحدة. ولد في مقاطعة كارولاين.
توفي في مقاطعة غرانفيل (كارولاينا الشمالية)، عن عمر يناهز 47 عاماً.